# Classifica generale (Tour de France)
La classifica generale del Tour de France è la principale classifica della corsa a tappe francese, la quale definisce il vincitore della gara. si basa su una graduatoria a tempo, calcolata sommando i tempi di ogni ciclista sul traguardo di ogni tappa. Il simbolo distintivo e della corsa è la maglia gialla (fr. Maillot jaune). 
Questa maglia viene usata anche in altre corse a tappe, sempre per distinguere il leader della classifica generale; esse sono il Giro di Svizzera, il Giro del Delfinato, il Giro di Romandia, la Parigi-Nizza e il Giro di Polonia.

## Storia

### Le origini
Nella prima edizione del Tour de France, nel 1903, la classifica generale era calcolata in base ai tempi di percorrenza di ogni tappa. Tuttavia, in seguito ai problemi sorti durante la seconda edizione, le regole furono cambiate e la classifica generale non fu più calcolata in base ai tempi, ma a punti. Questo sistema di punti fu mantenuto fino al 1912, per poi tornare alla graduatoria a tempi. In quelle prime edizioni, il leader di questa classifica non portava ancora una maglia distintiva.
La maglia gialla, introdotta al Tour durante l'edizione del 1919, fu infatti indossata per la prima volta il 19 luglio alla partenza dell'undicesima tappa Grenoble-Ginevra da Eugène Christophe. L'idea originale è attribuita da alcuni a dei giornalisti, da altri ad Alphonse Baugé, che poco dopo divenne collaboratore nell'organizzazione della corsa, che suggerì a Henri Desgrange di far portare al leader della classifica generale una maglia distintiva, di colore giallo come la maglia che portava quando era corridore e che faceva indossare nella Alcyon e nella Peugeot, squadre che diresse prima della guerra. La scelta del colore giallo può essere anche stata fatta dallo stesso Desgrange, che optò per il colore delle pagine del giornale L'Auto, che organizzava la corsa. Tuttavia, altre fonti fanno risalire la creazione della maglia gialla al 1913 o 1914. Il vincitore di quelle due edizioni, il belga Philippe Thys, affermò che Desgrange gli fece portare una maglia gialla al Tour 1913. Il giornalista Roger Frankeur attribuisce a Desgrange queste parole, dette a Thys nel 1914: « Voi la porterete l'anno prossimo, la mia maglia gialla! ».

### Regolamento
La classifica generale individuale a tempi si stabilisce sommando i tempi realizzati da ogni corridore nel prologo e nelle venti tappe, tenendo conto dei bonus e delle penalità.
Il corridore con il miglior tempo globale al termine di ogni tappa riceve una maglia gialla e la indossa durante la tappa successiva. Il corridore che riceve la maglia gialla al termine dell'ultima tappa a Parigi è il vincitore del Tour de France.

### Leader ex aequo
Nelle prime edizioni del Tour de France, i tempi della classifica generale erano calcolati in minuti, visto che generalmente i corridori arrivavano con distacchi di molti secondi. Di fatto però, diversi corridori si trovavano classificati con lo stesso tempo. Ad esempio, nel 1914, prima dell'introduzione della maglia gialla, la corsa vide due leader per quattro tappe, Philippe Thys e Jean Rossius.
Dopo l'introduzione della maglia gialla nel 1919, una situazione analoga si ripeté solo due volte. La prima nel 1929, quando tre corridori avevano lo stesso tempo all'arrivo della tappa di Bordeaux: il lussemburghese Nicolas Frantz e i francesi Victor Fontan e André Leducq, che corsero la tappa successiva indossando ognuno una maglia gialla, senza tuttavia riuscire a conservarla fino a Parigi. Nel 1931 invece Charles Pélissier e Raffaele Di Paco furono classificati con lo stesso tempo al termine della quinta frazione.
Il problema dei co-leader fu risolto dando la maglia gialla al corridore meglio classificato negli arrivi di tappa. Con l'introduzione all'inizio della corsa di una breve cronometro, il cosiddetto prologo, avvenuta per la prima volta nel 1967, in caso di parità di tempi i corridori vengono classificati considerando i centesimi di secondo fatti registrare all'arrivo di tale prologo. Dal regolamento dell'ASO:

### Nessun corridore in maglia gialla
In diverse occasioni e per diverse ragioni, è successo che nessun corridore portasse la maglia gialla nel corso di una tappa.
Durante il Tour de France 1950, lo svizzero Ferdi Kübler preferì partire con la maglia della sua nazionale piuttosto della maglia gialla, quando il leader della corsa, Fiorenzo Magni, abbandonò la corsa con tutta la squadra italiana per protestare contro le minacce subite dagli spettatori.
Il belga Eddy Merckx si rifiutò di indossare la maglia nel 1971, dopo che il leader precedente, Luis Ocaña, cadde durante la discesa del Col de Mente sui Pirenei.
Al Tour 1980, l'olandese Joop Zoetemelk non indossò la maglia gialla che conquistò in seguito al ritiro del rivale Bernard Hinault a causa di un infortunio al ginocchio.
Durante la quinta tappa del Tour de France 1991, la maglia gialla Rolf Sørensen abbandonò la corsa per una caduta. Nel Tour de France 2005 invece, Lance Armstrong si rifiutò di indossare la maglia che David Zabriskie aveva perso a causa di una caduta. Lo statunitense fu tuttavia costretto a indossarla durante la tappa.
Nella settima tappa del Tour de France 2015 il leader della classifica Christopher Froome non indossò in segno di rispetto la maglia gialla persa il giorno prima da Tony Martin per una frattura alla clavicola.

### Gli scandali della maglia gialla
Durante diverse edizioni del Tour de France, il corridore in maglia gialla fu al centro di scandali, principalmente legati all'uso di sostanze dopanti.
Maurice Garin vinse nel 1904, ma venne squalificato dopo essere stato visto da altri corridori imbrogliare durante il percorso.
La maglia gialla tornò al centro degli scandali a partire dagli anni settanta, quando nel 1978 il belga Michel Pollentier divenne leader della corsa dopo aver attaccato sull'Alpe d'Huez. Fu squalificato il giorno stesso, dopo aver cercato di imbrogliare a un controllo anti-doping.
Dieci anni dopo, nel 1988, lo spagnolo Pedro Delgado vinse il Tour, malgrado un controllo antidoping dimostrasse l'uso di un medicinale che poteva essere utilizzato per mascherare l'uso di steroidi. Tuttavia gli fu concesso di proseguire in quanto il medicinale, il probenecid, non era vietato dall'Union Cycliste Internationale.
Il vincitore del 1996, il danese Bjarne Riis, dichiarò nel 2007 di aver fatto uso di sostanze dopanti durante quell'edizione del Tour. Fu squalificato e gli fu vietato di seguire il Tour di quell'anno come direttore sportivo della CSC. Successivamente fu riabilitato per l'onestà dimostrata.
Il vincitore del 2006, Floyd Landis, fu squalifcato più di un anno dopo la fine della corsa. Dopo essere stato trovato positivo a un controllo dopo la vittoria della diciassettesima tappa, fu dichiarato colpevole nel settembre del 2007 e la vittoria del 2006 fu assegnata a Óscar Pereiro. Landis fece appello al Tribunale Arbitrale dello Sport, perdendolo nel giugno 2008. Solo nel maggio del 2010 ha ammesso di essersi dopato.
Nel 2007, il danese Michael Rasmussen fu escluso dalla corsa dalla sua squadra, la Rabobank, per non essersi reso reperibile per effettuare controlli durante il periodo precedente al Tour. Rasmussen segnalò di essere in Messico, mentre in realtà era in Italia.
Il 22 ottobre 2012 l'UCI riconosce la sanzione imposta dall'USADA a Lance Armstrong, accusato di aver utilizzato sostanze dopanti durante la sua permanenza alla US Postal Service, e conferma di fatto la cancellazione delle sue vittorie al Tour de France dal 1999 al 2005. Il 26 ottobre la stessa UCI ufficializza la decisione di non attribuire ad altri corridori le vittorie ottenute dallo statunitense e nemmeno di modificare i piazzamenti degli altri corridori.

### Sponsor
La banca francese Crédit Lyonnais, già partner commerciale del Tour dal 1981, sponsorizzò la maglia gialla dal 1987 al 2005, consegnando anche un leone di peluche al vincitore di ogni tappa. Dal 2006, lo sponsor sulla maglia ha cambiato nome in LCL, semplicemente la nuova nomenclatura della Crédit Lyonnais, dopo l'assorbimento da parte della Crédit Agricole.
Lista completa
- 1971-1983: Miko[18]
- 1984-1986: Banania
- 1987-2005: Crédit Lyonnais
- 2006-oggi: LCL[19][20]

### Statistiche
Prima della squalifica per doping, lo statunitense Lance Armstrong, con sette successi finali, era il corridore che più volte aveva vinto il Tour de France, seguito da Jacques Anquetil, Eddy Merckx, Bernard Hinault e Miguel Indurain fermi a cinque. Il corridore che ha indossato la maglia gialla più volte è il belga Eddy Merckx, che l'ha portata per 111 giorni, seguito da Armstrong (83) e Hinault (79). Il maggior numero di corridori che hanno indossato la maglia gialla in una sola edizione della corsa è invece di otto, nel 1958 e 1987. Più recentemente, nel 2008, sette corridori hanno avuto la chance di portarla (Alejandro Valverde, Romain Feillu, Stefan Schumacher, Kim Kirchen, Cadel Evans, Fränk Schleck, Carlos Sastre).

## Albo d'oro
| Anno    | Corridore           | Squadra                           | Tempo/Punti | Altre classifiche            |
| ------- | ------------------- | --------------------------------- | ----------- | ---------------------------- |
| 1903    | Maurice Garin       | La Française-Diamant              | 94h33'14"   | -                            |
| 1904    | Henri Cornet        | Cycles J.Conte                    | 96h05'55"   | -                            |
| 1905    | Louis Trousselier   | Peugeot                           | 35          | -                            |
| 1906    | René Pottier        | Peugeot                           | 31          | -                            |
| 1907    | Lucien Petit-Breton | Peugeot                           | 47          | -                            |
| 1908    | Lucien Petit-Breton | Peugeot                           | 36          | -                            |
| 1909    | François Faber      | Alcyon                            | 37          | -                            |
| 1910    | Octave Lapize       | Alcyon                            | 63          | -                            |
| 1911    | Gustave Garrigou    | Peugeot                           | 43          | -                            |
| 1912    | Odiel Defraye       | Alcyon                            | 49          | -                            |
| 1913    | Philippe Thys       | Peugeot                           | 197h54'00"  | -                            |
| 1914    | Philippe Thys       | Peugeot                           | 200h28'48"  | -                            |
| 1915-18 | non disputato       |                                   |             |                              |
| 1919    | Firmin Lambot       | La Sportive                       | 231h07'15"  | -                            |
| 1920    | Philippe Thys       | La Sportive                       | 228h36'13"  | -                            |
| 1921    | Léon Scieur         | La Sportive                       | 221h50'26"  | -                            |
| 1922    | Firmin Lambot       | Peugeot                           | 222h08'06"  | -                            |
| 1923    | Henri Pélissier     | Automoto                          | 222h15'30"  | -                            |
| 1924    | Ottavio Bottecchia  | Automoto                          | 226h18'21"  | -                            |
| 1925    | Ottavio Bottecchia  | Automoto                          | 219h10'18"  | -                            |
| 1926    | Lucien Buysse       | Automoto                          | 238h44'25"  | -                            |
| 1927    | Nicolas Frantz      | Alcyon                            | 198h16'42"  | -                            |
| 1928    | Nicolas Frantz      | Alcyon                            | 192h48'58"  | -                            |
| 1929    | Maurice Dewaele     | Alcyon                            | 186h39'16"  | -                            |
| 1930    | André Leducq        | Francia                           | 172h12'16"  | -                            |
| 1931    | Antonin Magne       | Francia                           | 177h10'03"  | -                            |
| 1932    | André Leducq        | Francia                           | 154h11'49"  | -                            |
| 1933    | Georges Speicher    | Francia                           | 147h51'37"  | -                            |
| 1934    | Antonin Magne       | Francia                           | 147h13'58"  | -                            |
| 1935    | Romain Maes         | Belgio                            | 141h32'00"  | -                            |
| 1936    | Sylvère Maes        | Belgio                            | 142h47'32"  | -                            |
| 1937    | Roger Lapébie       | Francia                           | 138h58'31"  | -                            |
| 1938    | Gino Bartali        | Italia                            | 148h28'12"  | Scalatori                    |
| 1939    | Sylvère Maes        | Belgio                            | 132h03'17"  | Scalatori                    |
| 1940-46 | non disputato       |                                   |             |                              |
| 1947    | Jean Robic          | Francia Ovest                     | 148h11'25"  | -                            |
| 1948    | Gino Bartali        | Italia                            | 147h10'36"  | Scalatori                    |
| 1949    | Fausto Coppi        | Italia                            | 149h40'49"  | Scalatori                    |
| 1950    | Ferdi Kübler        | Svizzera                          | 145h36'56"  | -                            |
| 1951    | Hugo Koblet         | Svizzera                          | 142h20'14"  | -                            |
| 1952    | Fausto Coppi        | Italia                            | 151h57'20"  | Scalatori                    |
| 1953    | Louison Bobet       | Francia                           | 129h23'25"  | -                            |
| 1954    | Louison Bobet       | Francia                           | 140h06'05"  | -                            |
| 1955    | Louison Bobet       | Francia                           | 130h29'26"  | -                            |
| 1956    | Roger Walkowiak     | Francia Centro N-E                | 124h01'16"  | -                            |
| 1957    | Jacques Anquetil    | Francia                           | 135h44'42"  | -                            |
| 1958    | Charly Gaul         | Nelux                             | 116h59'05"  | -                            |
| 1959    | Federico Bahamontes | Spagna                            | 123h46'45"  | Scalatori                    |
| 1960    | Gastone Nencini     | Italia                            | 112h08'42"  | -                            |
| 1961    | Jacques Anquetil    | Francia                           | 122h01'33"  | -                            |
| 1962    | Jacques Anquetil    | Saint-Raphaël-Helyett             | 114h31'54"  | -                            |
| 1963    | Jacques Anquetil    | Saint-Raphaël-Gitane              | 113h30'05"  | -                            |
| 1964    | Jacques Anquetil    | Saint-Raphaël-Gitane              | 127h09'44"  | -                            |
| 1965    | Felice Gimondi      | Salvarani                         | 116h42'06"  | Combattività                 |
| 1966    | Lucien Aimar        | Ford France-Hutchinson            | 117h34'21"  | -                            |
| 1967    | Roger Pingeon       | Francia A                         | 136h53'50"  | -                            |
| 1968    | Jan Janssen         | Paesi Bassi                       | 133h49'42"  | -                            |
| 1969    | Eddy Merckx         | Faema                             | 116h16'02"  | Punti Scalatori Combattività |
| 1970    | Eddy Merckx         | Faemino-Faema                     | 119h31'49"  | Scalatori Combattività       |
| 1971    | Eddy Merckx         | Molteni                           | 96h45'14"   | Punti                        |
| 1972    | Eddy Merckx         | Molteni                           | 108h17'18"  | Punti                        |
| 1973    | Luis Ocaña          | Bic                               | 122h25'34"  | Combattività                 |
| 1974    | Eddy Merckx         | Molteni                           | 116h16'58"  | Combattività                 |
| 1975    | Bernard Thévenet    | Peugeot-BP-Michelin               | 114h35'31"  | -                            |
| 1976    | Lucien Van Impe     | Gitane-Campagnolo                 | 116h22'23"  | -                            |
| 1977    | Bernard Thévenet    | Peugeot-Esso-Michelin             | 115h38'30"  | -                            |
| 1978    | Bernard Hinault     | Renault-Gitane                    | 108h18'00"  | -                            |
| 1979    | Bernard Hinault     | Renault-Gitane                    | 103h06'50"  | Punti                        |
| 1980    | Joop Zoetemelk      | TI-Raleigh                        | 109h19'14"  | -                            |
| 1981    | Bernard Hinault     | Renault-Elf-Gitane                | 96h19'38"   | Combattività                 |
| 1982    | Bernard Hinault     | Renault-Elf-Gitane                | 92h08'46"   | -                            |
| 1983    | Laurent Fignon      | Renault-Elf                       | 105h07'52"  | Giovani                      |
| 1984    | Laurent Fignon      | Renault-Elf                       | 112h03'40"  | -                            |
| 1985    | Bernard Hinault     | La Vie Claire-Radar               | 113h24'23"  | -                            |
| 1986    | Greg LeMond         | La Vie Claire-Radar               | 110h35'19"  | -                            |
| 1987    | Stephen Roche       | Carrera Jeans-Vagabond            | 115h27'42"  | -                            |
| 1988    | Pedro Delgado       | Reynolds                          | 84h27'53"   | -                            |
| 1989    | Greg LeMond         | ADR                               | 87h38'35"   | -                            |
| 1990    | Greg LeMond         | Z                                 | 90h43'20"   | -                            |
| 1991    | Miguel Indurain     | Banesto                           | 101h01'20"  | -                            |
| 1992    | Miguel Indurain     | Banesto                           | 100h49'30"  | -                            |
| 1993    | Miguel Indurain     | Banesto                           | 95h57'09"   | -                            |
| 1994    | Miguel Indurain     | Banesto                           | 103h38'38"  |                              |
| 1995    | Miguel Indurain     | Banesto                           | 84h54'47"   | -                            |
| 1996    | Bjarne Riis         | Team Telekom                      | 95h57'16"   | -                            |
| 1997    | Jan Ullrich         | Team Telekom                      | 100h30'35"  | Giovani                      |
| 1998    | Marco Pantani       | Mercatone Uno-Bianchi             | 92h49'46"   | -                            |
| 1999    | Lance Armstrong     | US Postal Service                 | 91h32'16"   | -                            |
| 2000    | Lance Armstrong     | US Postal Service                 | 92h33'08"   | -                            |
| 2001    | Lance Armstrong     | US Postal Service                 | 86h17'28"   | -                            |
| 2002    | Lance Armstrong     | US Postal Service                 | 82h05'12"   | -                            |
| 2003    | Lance Armstrong     | US Postal Service p/b Berry Floor | 83h41'12"   | -                            |
| 2004    | Lance Armstrong     | US Postal Service p/b Berry Floor | 83h36'02"   | -                            |
| 2005    | Lance Armstrong     | Discovery Channel                 | 86h15'02"   | -                            |
| 2006    | Óscar Pereiro       | Caisse d'Epargne-Illes Balears    | 89h40'27"   | -                            |
| 2007    | Alberto Contador    | Discovery Channel                 | 91h00'26"   | Giovani                      |
| 2008    | Carlos Sastre       | Team CSC-Saxo Bank                | 87h52'52"   | -                            |
| 2009    | Alberto Contador    | Astana                            | 85h48'35"   |                              |
| 2010    | Andy Schleck        | Team Saxo Bank                    | 91h59'27"   | Giovani                      |
| 2011    | Cadel Evans         | BMC Racing Team                   | 86h12'22"   | -                            |
| 2012    | Bradley Wiggins     | Sky Procycling                    | 87h34'47"   | -                            |
| 2013    | Chris Froome        | Sky Procycling                    | 83h56'40"   | -                            |
| 2014    | Vincenzo Nibali     | Astana                            | 89h59'06"   | -                            |
| 2015    | Chris Froome        | Team Sky                          | 84h46'14"   | Scalatori                    |
| 2016    | Chris Froome        | Team Sky                          | 89h04'48"   | -                            |
| 2017    | Chris Froome        | Team Sky                          | 86h20'55"   | -                            |
| 2018    | Geraint Thomas      | Team Sky                          | 83h17'13"   | -                            |
| 2019    | Egan Bernal         | Team Ineos                        | 82h57'00"   | Giovani                      |
| 2020    | Tadej Pogačar       | UAE Team Emirates                 | 87h20'05"   | Scalatori Giovani            |
| 2021    | Tadej Pogačar       | UAE Team Emirates                 | 82h56'36"   | Scalatori Giovani            |
| 2022    | Jonas Vingegaard    | Jumbo-Visma                       | 79h33'20"   | Scalatori                    |
| 2023    | Jonas Vingegaard    | Jumbo-Visma                       | 82h05'42"   | -                            |
| 2024    | Tadej Pogačar       | UAE Team Emirates                 | 83h38'56"   | -                            |
| 2025    | Tadej Pogačar       | UAE Team Emirates XRG             | 76h00'32"   | Scalatori                    |